# Josef Kroutil

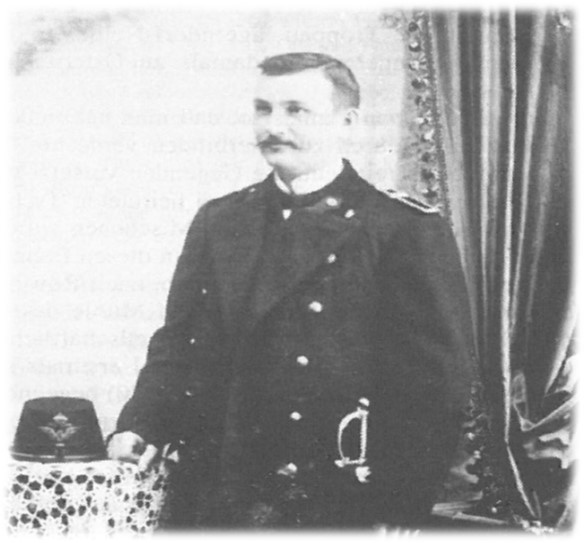
Josef Kroutil jako aspirant u c. a k. rakouských státních drah

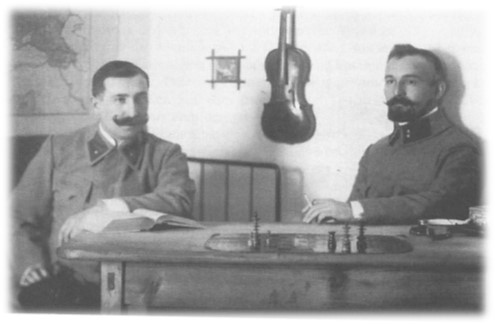
V ruském zajateckém táboře Chvalinsk 19. 3. 1916 při šachové partii.

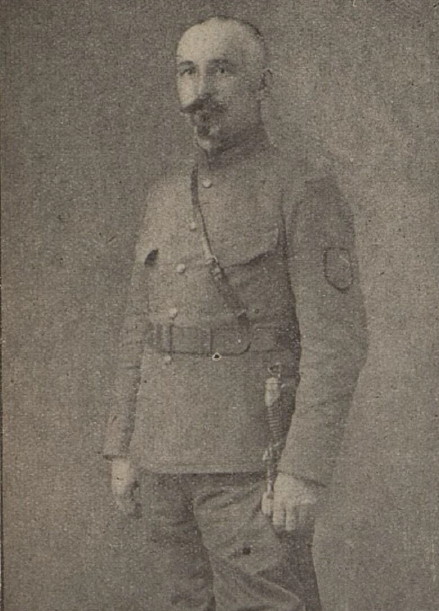
Josef Kroutil - podplukovník čsl. legií v Rusku v roce 1920

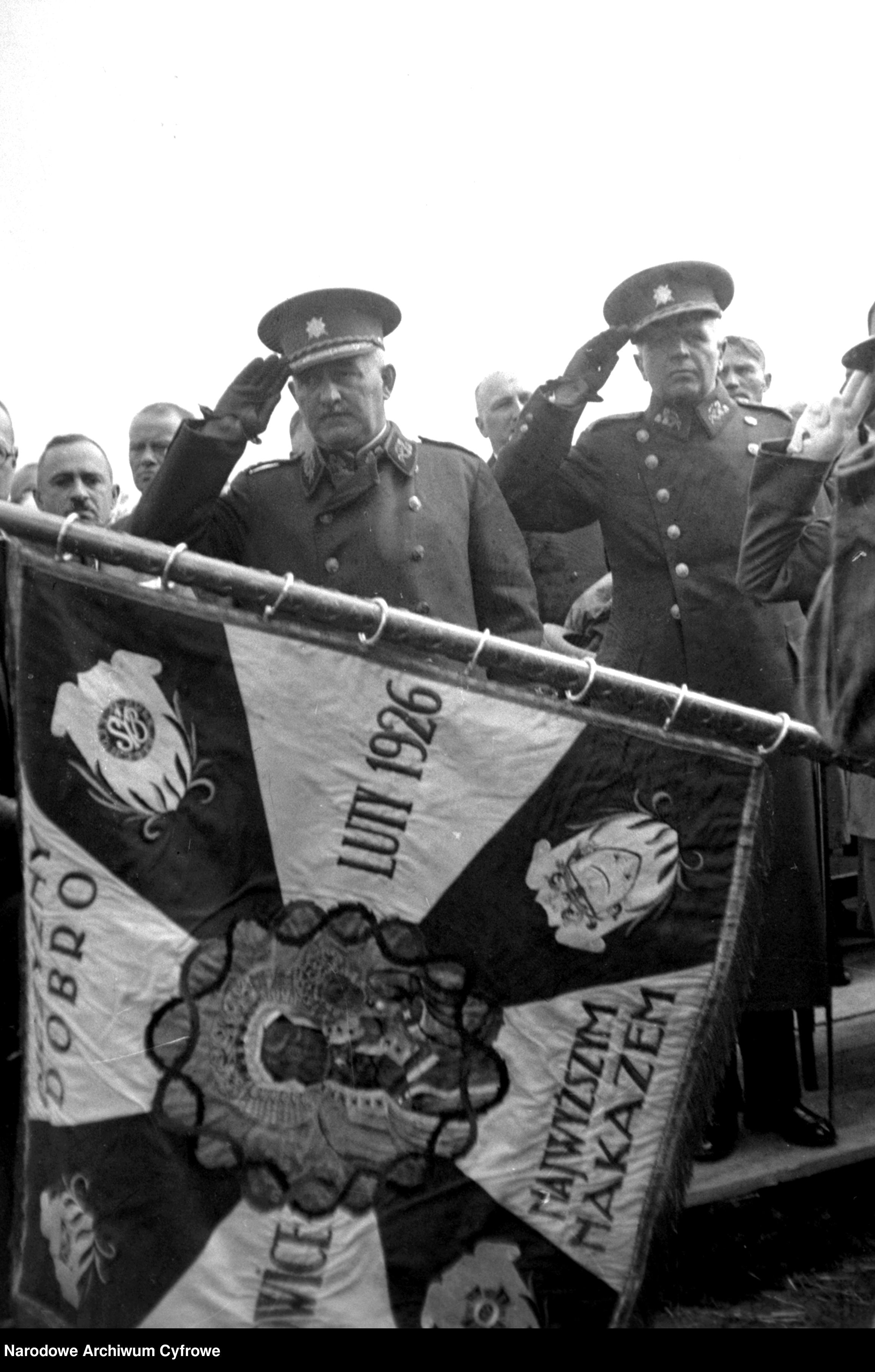
Generálové Josef Kroutil a Karel Husárek při 1. výročí úmrtí F. Żwirky a S. Wigury, kteří zahynuli při havárii letadla RWD-6 v Polsku (1933)

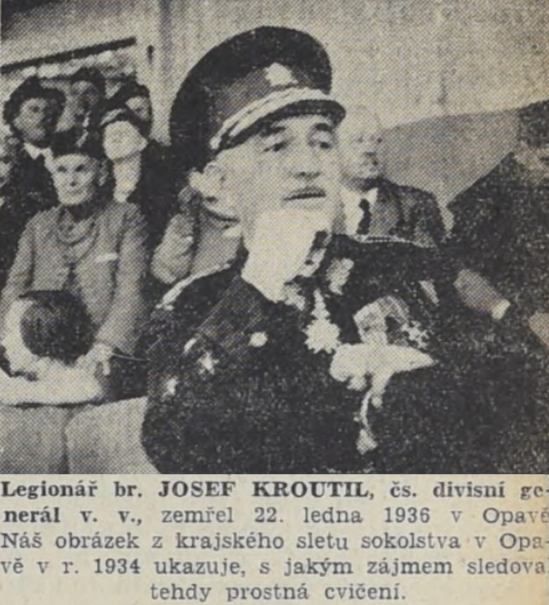
gen. Josef Kroutil - sokolský slet v roce 1934 v Opavě

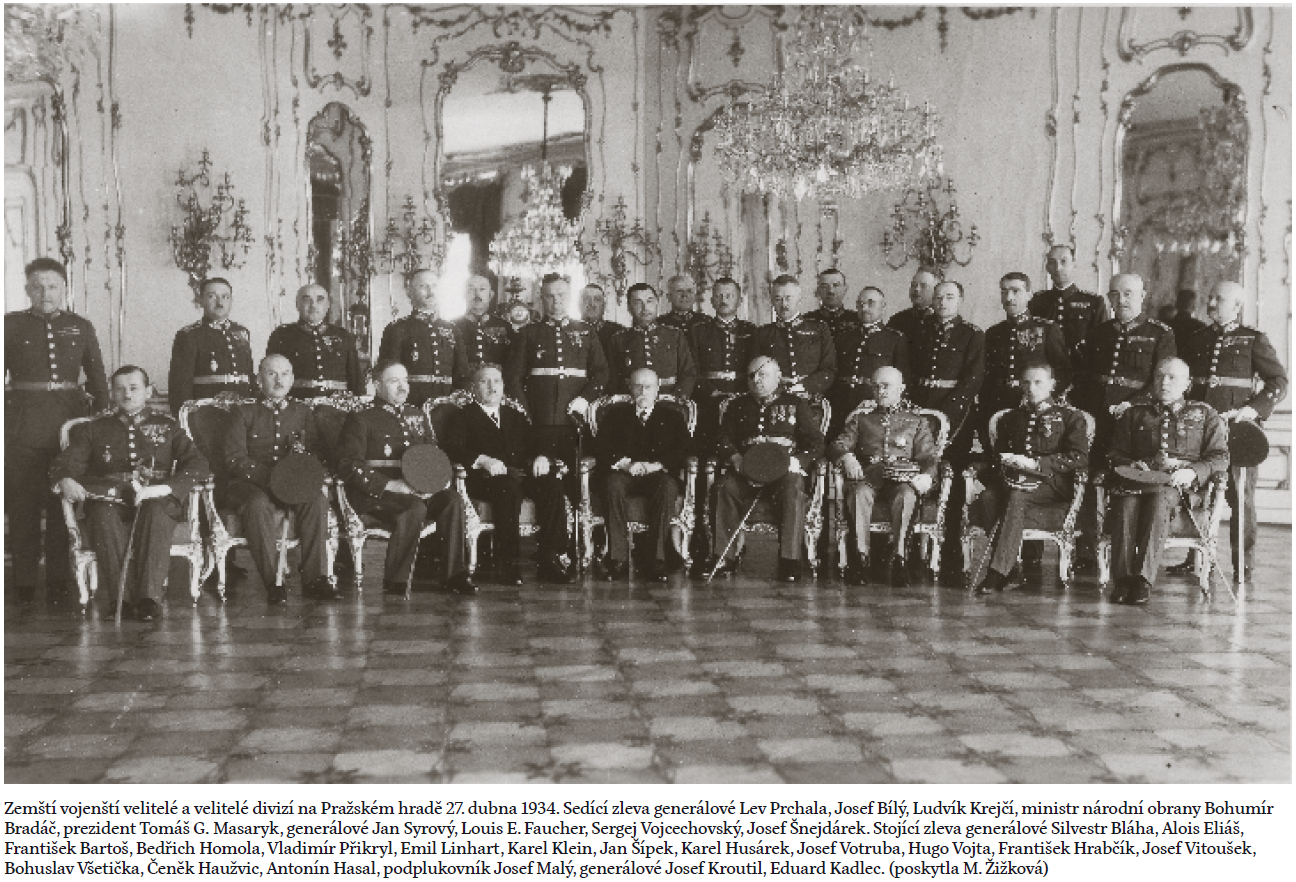
TGM a divizní generálové na Pražském hradě - 27. dubna 1934 - Josef Kroutil druhý zprava

Josef Kroutil (10. března 1879 Koválovice u Tištína – 22. ledna 1936 Opava) byl československý divizní generál, důstojník Československých legií v Rusku. Pro svou oblibu byl nazýván „táta“ Kroutil. Jeho bratrancem byl div. gen. Rudolf Kroutil.

## Život

### Mládí
Josef Kroutil se narodil 10. března 1879 do rodiny pololáníka v Koválovicích u Tištína (Haná, tehdy okr. Přerov) Josefa Kroutila a jeho manželky Marianny, rozené Matulíkové. Po vystudování třebíčského gymnázia sloužil u císařských drah např. v Třemešné u Krnova, kde se oženil s místní německou rodačkou Adelheid Krentschker.

### První světová válka - Rusko - legie
Začátkem světové války nastoupil na východní frontu, kde u ukrajinského městečna Staryi Sambir padl do ruského zajetí. Po smrti rakouského císaře Františka Josefa I. vstoupil dne 18. července 1917 jako poručík mezi české „dobrovolce“, později nazývané legie. Za své věrné služby byl postupně povyšován a oceňován (celkem 17 různých vyznamenání). Stal se jedním z hrdinů bitvy u Bachmače, účastnil se bitev v Penze, Bezenčuku, Buzuluku, atd. Josef Kroutil byl blízkým spolupracovníkem francouzského generála Janina, zmocněnce čs. vlády a při známé transsibiřské anabázi se stal dočasným velitelem města Omsk (říjen 1918 - červenec 1919), kde v roce 1918 jako velitel záložního pluku potlačil bolševické povstání. V dubnu 1920 velel největšímu transportu legionářů domů – loď USS America vyplula 23. dubna 1920 a přepravila domů téměř 6,5 tisíce osob. Na cestě navštívila loď Hong-Kong, kde 1. května sehráli muži 4. a 5. pluku fotbalové zápasy s reprezentanty Anglie a Číny, následně také Singapur, kde si oba pluky také zahráli s místními fotbalisty. V Suezském kanálu se mužstvo nejdříve přiotrávilo jídlem a následně loď narazila do lodi Morabo. Naštěstí se obé obešlo bez vážnějších následků. Legionáři dorazili do Terstu 7. června 1920. Od kapitána lodi V. Rinda obdržel po přistání osobní poděkování. Sám v té době velel 4. československému střeleckému pluku Prokopa Holého (Velikého), který bezpečně přivedl zpět do vlasti.

### První roky v Československé armádě
Ve své zemi se zapojil do budování nové armády a se 4. střeleckým plukem, nyní pěším plukem č. 4, nastoupil k posádce v Hradci Králové. V roce 1921 byl jmenován velitelem 6. hanáckého pluku v Olomouci a povýšen do hodnosti plukovníka. Na přelomu let 1922/23 velel 15. pěší brigádě v Opavě a v letech 1923 – 1929 se stal velitelem 13. pěší brigády v Olomouci, kde také zakládal odbočku Nezávislé jednoty československých legionářů. V roce 1921 pak byl v Olomouci zvolen předsedou místní Odbočky svazu československého důstojnictva.

### Jmenování generálem
V roce 1928 jej prezident republiky T. G. Masaryk jmenoval brigádním generálem. V letech 1929 - 1931 velel 8. divizi v Opavě, do roku 1934 se stal jejím velitelem v Hranicích. Generálové Sergei Wojciechowski a Ludvík Krejčí tehdy napsali k jeho kvalifikačnímu hodnocení: „Rozvážný, dobromyslný, otevřené povahy, těší se všeobecné oblibě. To přispívá k tomu, že u 8. divize v Opavě jsou sotva výjimky v kamarádských vztazích mezi nadřízenými a podřízenými, aniž by to bylo v neprospěch služby.“ Ve všech místech svého působení se zapojoval do místního společenského života a byl mezi lidmi oblíben.
Za vrchol jeho vojenské služby je možné považovat 13. červenec 1933, kdy byl prezidentem republiky povýšen do hodnosti divizního generála. Náčelník hlavního štábu branné moci generál Ludvík Krejčí ho tehdy pochválil slovy: „Dobrý divizní generál. Pokud to jeho zdravotní stav dovolí, bere se v úvahu pro velení armády.“ Snad i proto s ním bylo v roce 1934 zahájeno kvalifikační řízení kvůli možnému povýšení do hodnosti armádního generála.
Zemští vojenští velitelé a velitelé divizí Československé armády se 27. dubna 1934 sešli s prezidentem T. G. Masarykem na Pražském hradě a společně se vyfotografovali (gen. Kroutil stojí druhý zprava).
Generál Josef Kroutil byl společenský člověk, aktivně se účastnil života v různých částech Moravy. Pro svou oblibu byl často srdečně zván a vítán různými spolky a organizacemi, proto také býval častým "protektorem" různých významných regionálních událostí, např. Leteckého dne v Moravské Ostravě, oslav 20 let sportovního klubu SK Olomouc, lyžařských závodů ve Starém Města pod Králickým Sněžníkem, střeleckých závodů  či jezdeckých soutěží  v Hranicích. V roce 1930 se stal např. čestným předsedou tenisového klubu ČLTK Olomouc, v roce 1932 pak místopředsedou Ústředního spolku pro péči o nezaměstnané v Hranicích. Angažoval se také jako člen v olomoucké vlastenecké "stolové" organizaci Fregata, která finančně podporovala české spolky, charitativní aktivity a různé druhy akcí národního uvědomění (např. instalaci pamětních desek a soch českých vlastenců a hrdinů).

### Závěr života

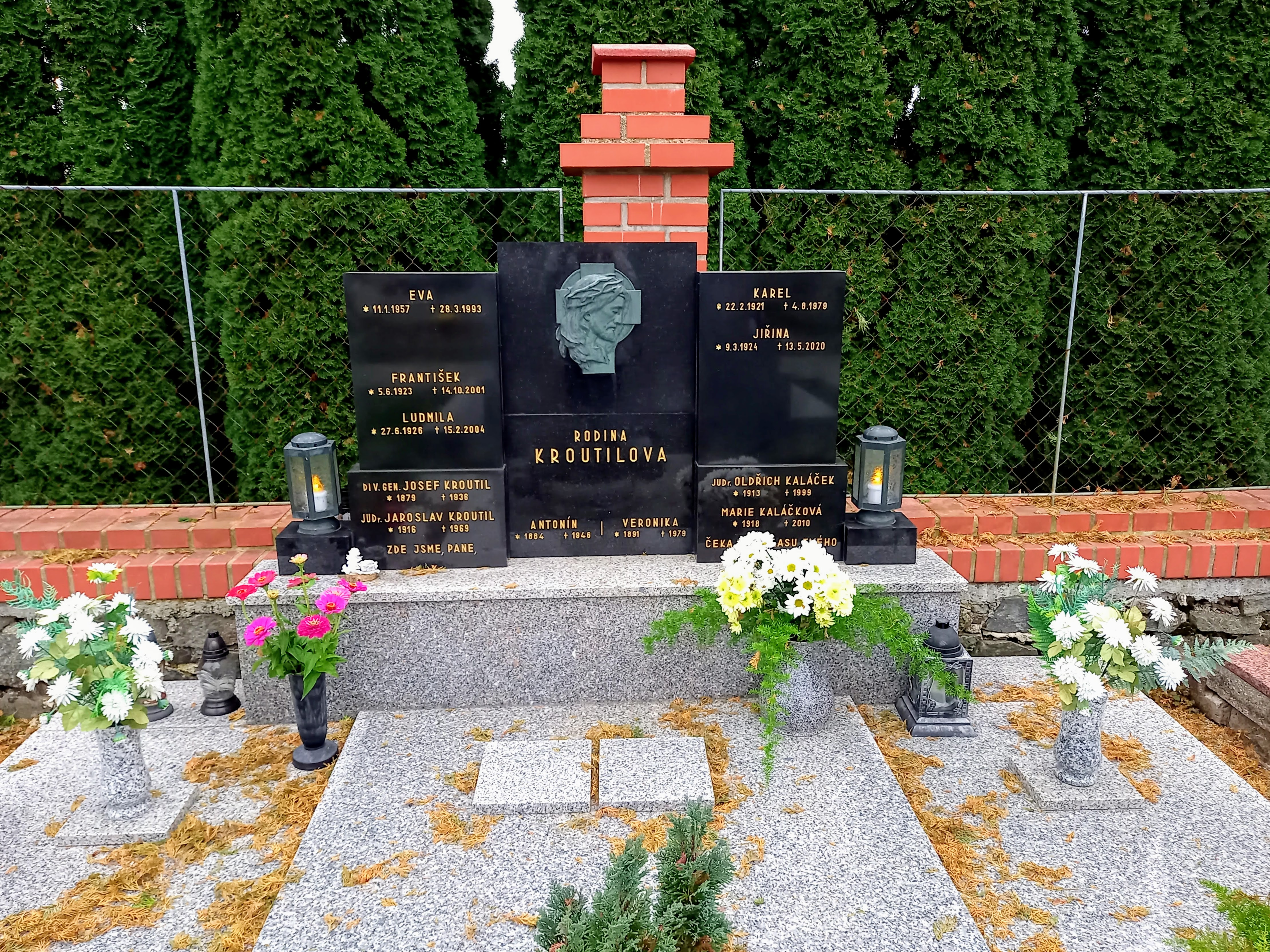
Hrob na hřbitově v Koválovicích u Tištína

Po úspěšném absolvování přípravy se však dostavily zdravotní potíže a musel následovat nástup na zdravotní dovolenou. Zdraví se však nelepšilo, takže 1. prosince 1935 odešel do výslužby. Zanedlouho na to (22. ledna 1936) v Opavě ve věku nedožitých 57 let umírá. Pohřební obřady se uskutečnily jak v jeho milované Opavě, tak i v rodných Koválovicích, kde byl za účasti 7 000 smutečních hostů uložen do rodinné hrobky. S „tátou“ Kroutilem, jak mu mnozí říkali, se kromě rodiny přišly rozloučit státní i regionální osobnosti tehdejšího vojenského i společenského života, ale i mnoho vojáků, kamarádů a bratrů legionářů.
Jeden z účastníků smutečního rozloučení pronesl tato slova: „Bylo jedno, zda to byl civilista, vážená osoba nebo člověk z ulice, Němec nebo Čech – všechny rozdíly byly tentokrát odloženy nebo přinejmenším vedlejší. Společně byly nyní jejich myšlenky zaměřeny na neobyčejně populárního druha, spoluobčana a příbuzného, v němž všichni spatřovali a cítili svého „papá Kroutila“.

### Rodina
Spolu s manželkou Adelheid vychovali tři děti: Karla, Helenu a Alžbětu (Elzu). V červenci roku 1946 byla generálova pozůstalá rodina odsunuta do Německa, kde jeho přímí potomci žijí dodnes.

## Vyznamenání
- Řád svaté Anny  4. třídy 1918
- Řád sv. Vladimíra  4. třídy s meči a mašlí 1918
- Řád sokola  s meči 1919
- Řád sv. Anny  3. třídy s meči a mašlí 1919
- Croix de guerre  1920
- Československá revoluční medaile  1920
- Řád za vynikající službu  1920
- Československý válečný kříž 1914–1918  1921
- Československá medaile Vítězství  1922
- Řád svatého Sávy  3. třídy1926
- Řád čestné legie  4. třídy 1928

## Galerie

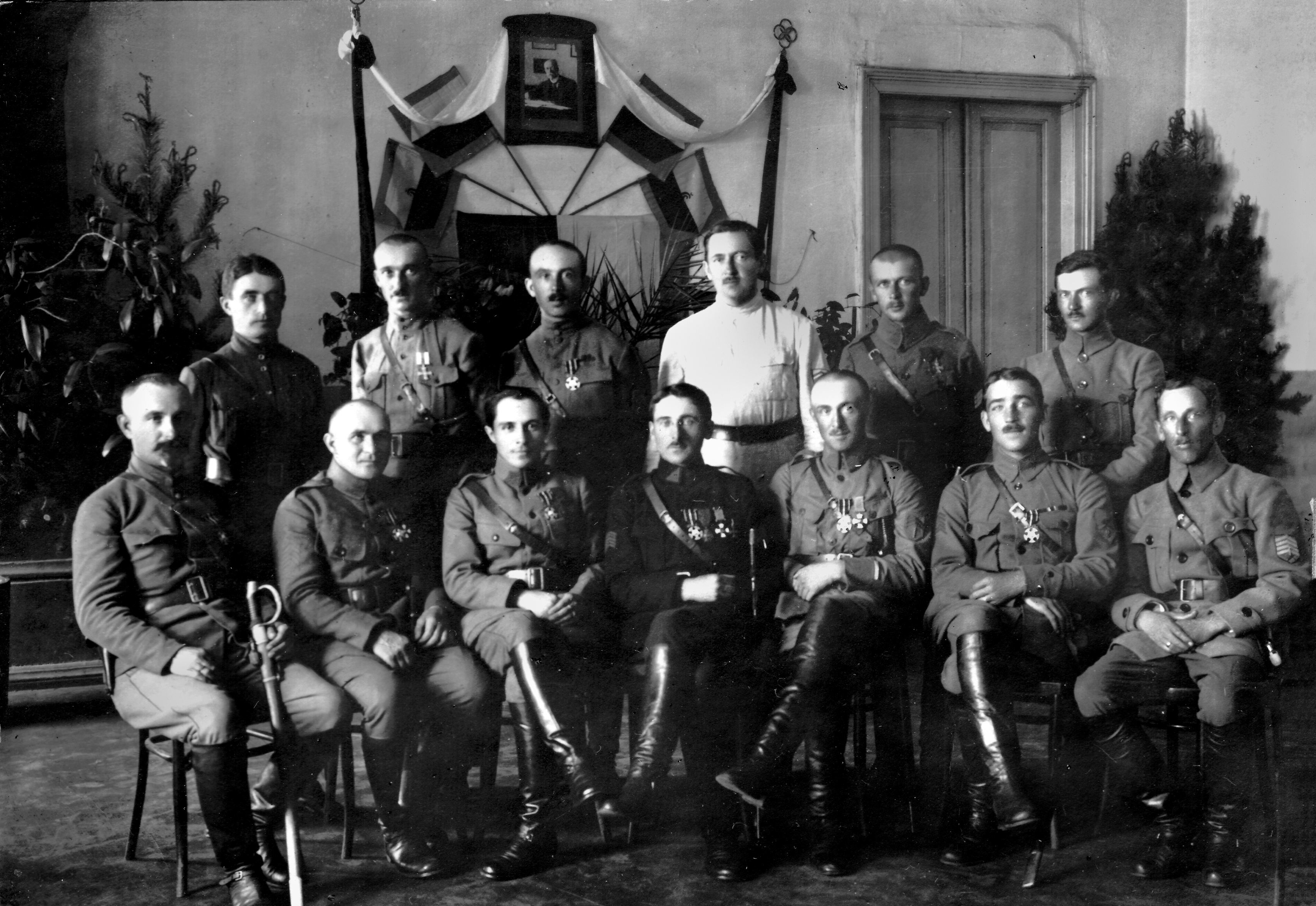
Irkutsk, Rusko - velitelský sbor 1. čsl. střelecké divize (Husitské) - zleva sedí: pplk. J. Kroutil (vel. 4. pluku), pplk. M. Němec (vel. 3. pluku), pplk. M. Žák (náčelník štábu 1. divize), plk. K. Voženílek (velitel 1. divize), pplk. K. Kutlvašr (vel. 1. pluku), pplk. A. Hasal (vel. 2. pluku) a kpt. J. Pilka (vel. 1. muničního divizionu) - zdroj archiv ČSOL
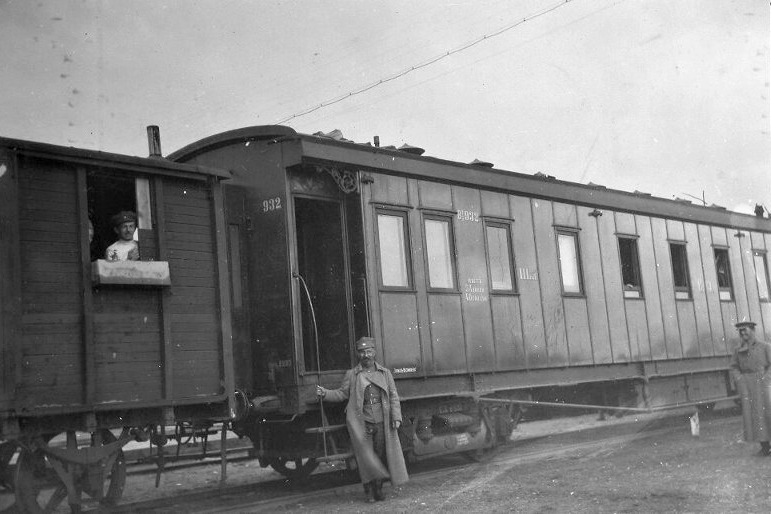
Stanice Chudojelanskaja v Rusku - Josef Kroutil u svého ešalonu
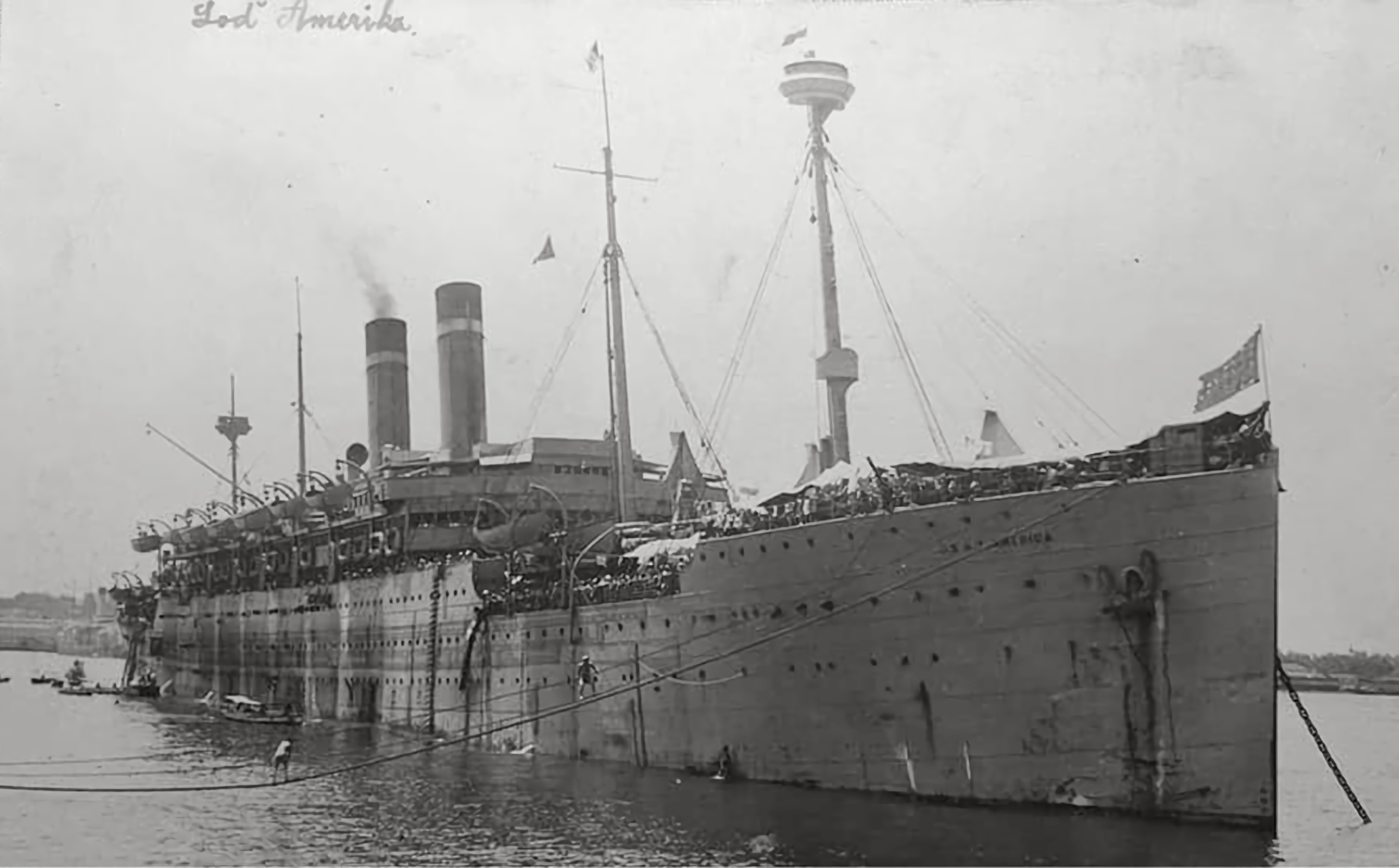
Americká loď SS America - ve své době třetí největší loď na světě, která v roce 1920 přepravila 22. transport s 6,5 tisíci lidmi pod velením pplk. Josefa Kroutila
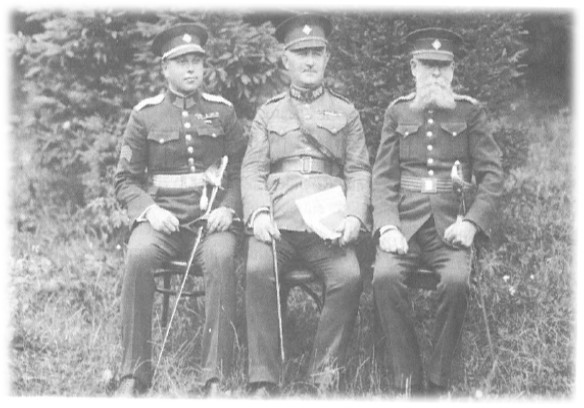
Josef Kroutil - při vojenských manévrech na Moravě s podplukovníkem Norkem a rotmistrem Duškem
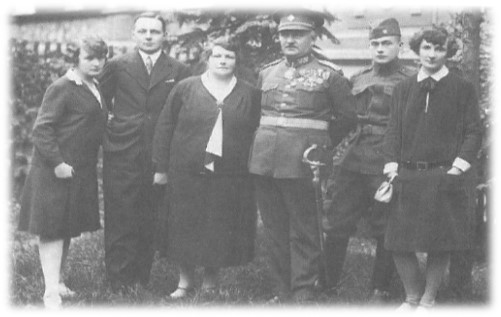
Divizní generál Kroutil v kruhu své nejbližší rodiny
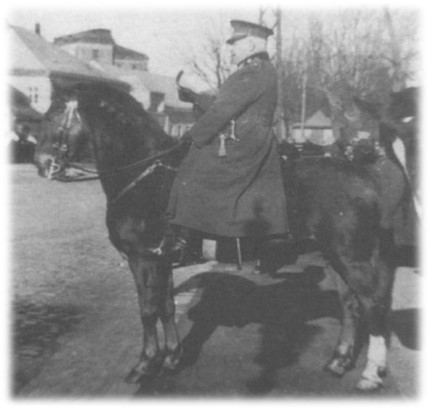
Na svém oblíbeném koni Bubim v Opavě - v den státního svátku 28. října 1930
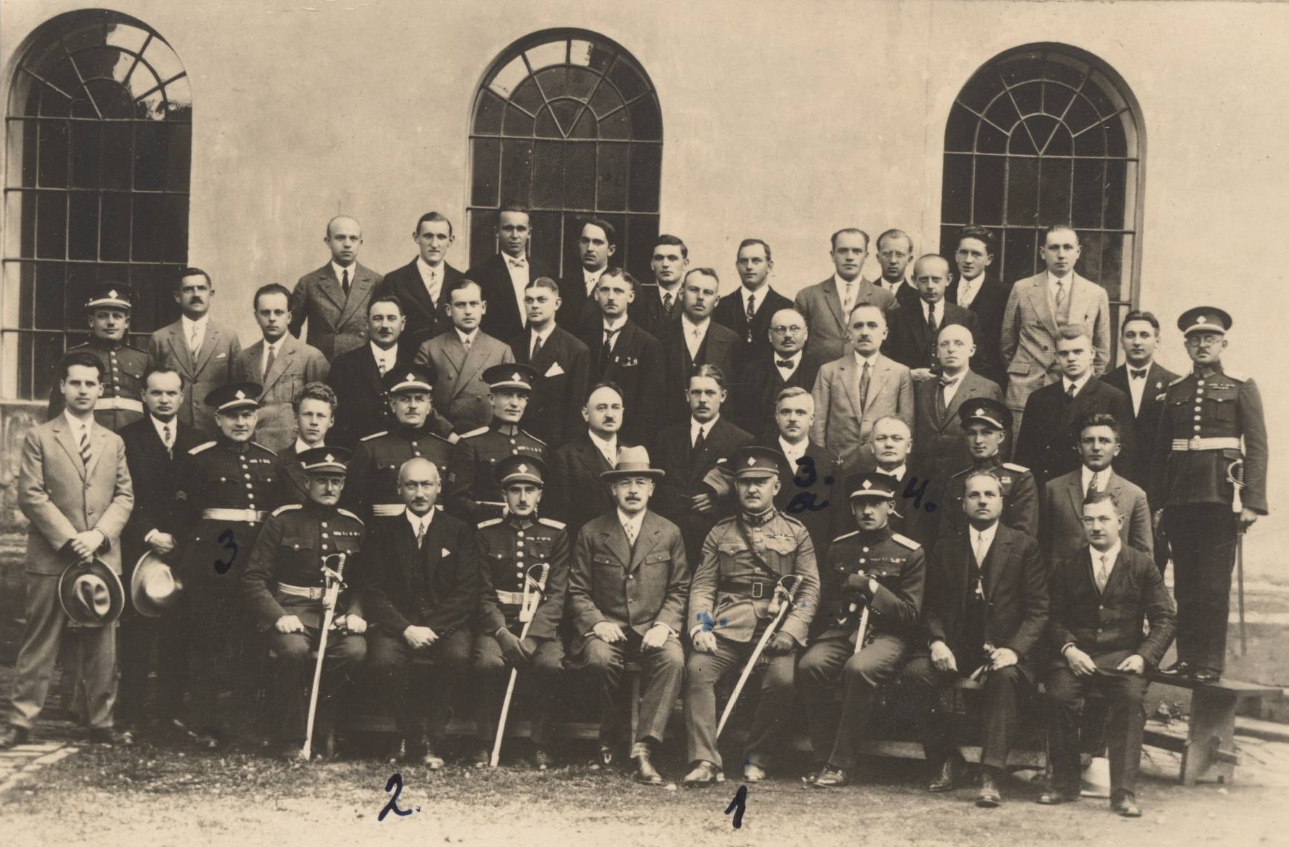
Svaz brannosti v Olomouci - táta div. gen. Josef Kroutil pod číslem 1 (30. léta 20. století)
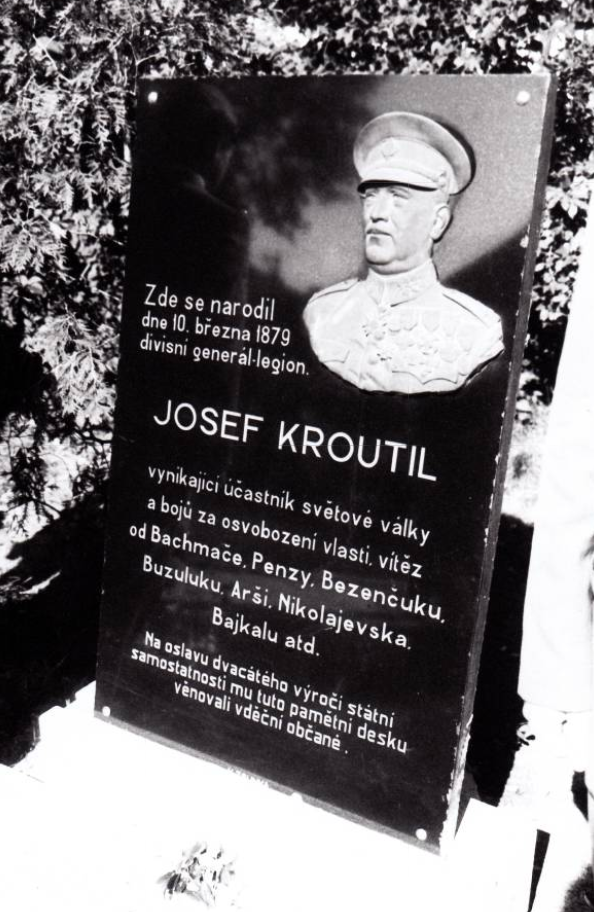
Pamětní deska v rodných Koválovicích
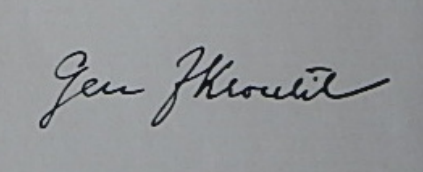
Podpis gen. Josefa Kroutila - 1932
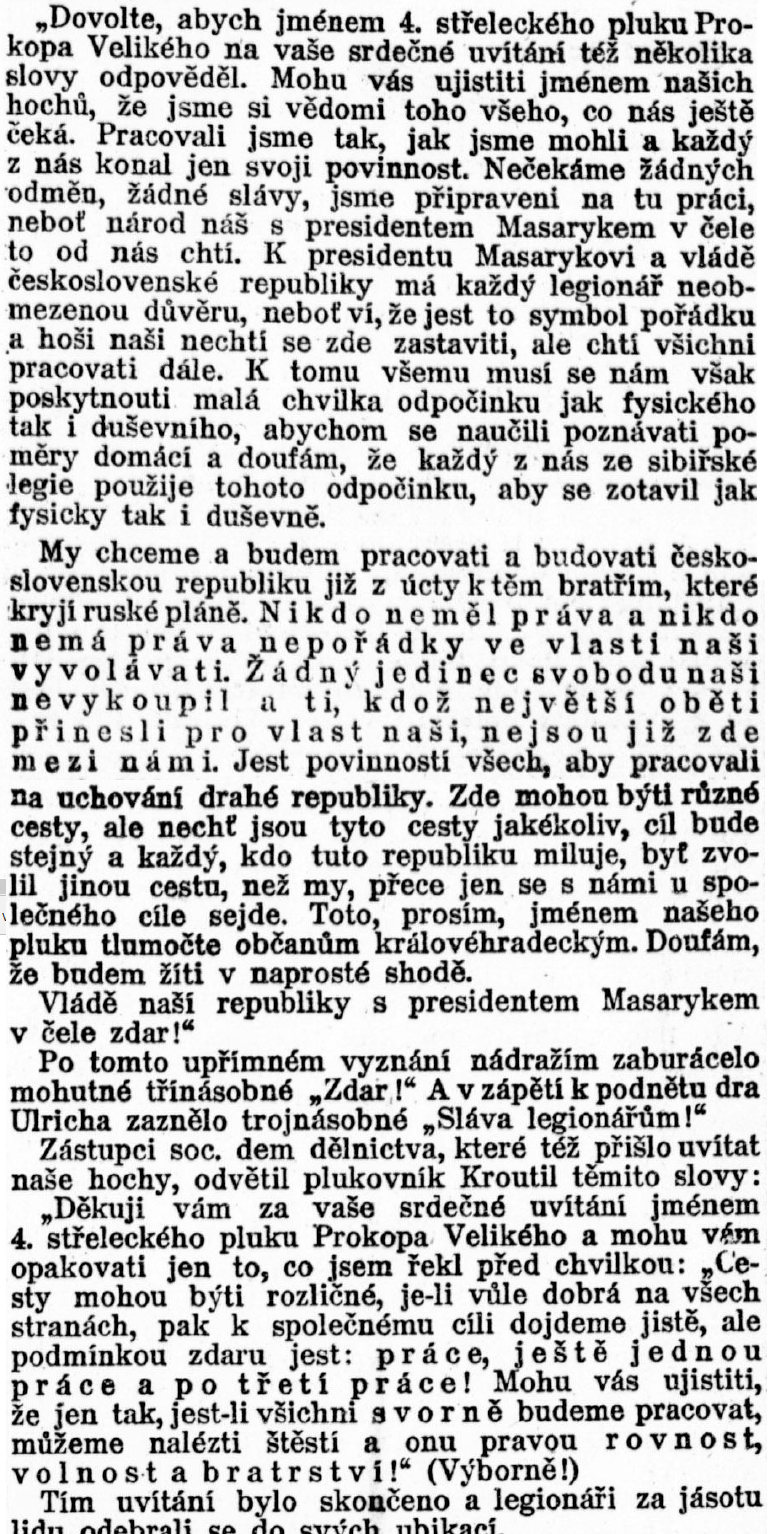
Proslov ppluk. Josefa Kroutila v Hradci Králové při přivítání legionářů - 14. června 1920 (úryvek z Bratrství - listu československého vojska, 24. června 1920)
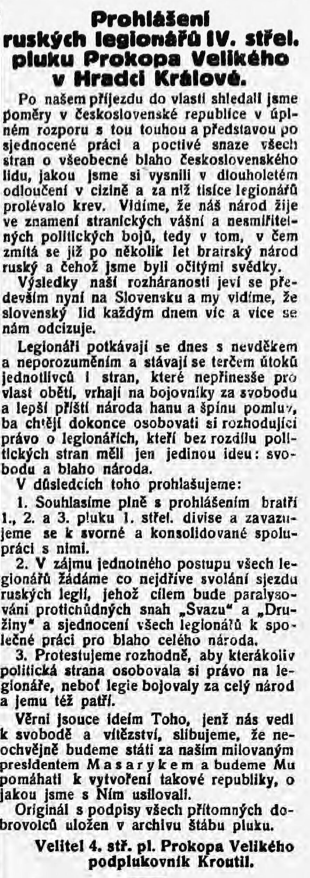
Prohlášení legionářů 4. střeleckého pluku Prokopa Velikého podepsané pplk. Josefem Kroutilem
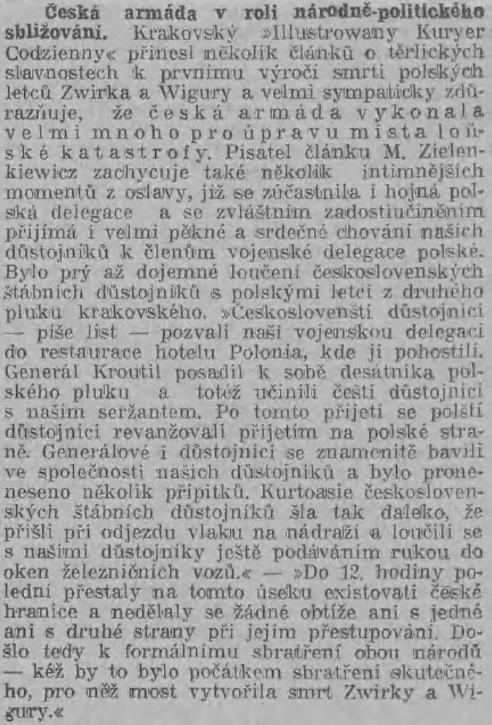
Úspěch ve sbližování s Polskem - gen. Josef Kroutil v roce 1933
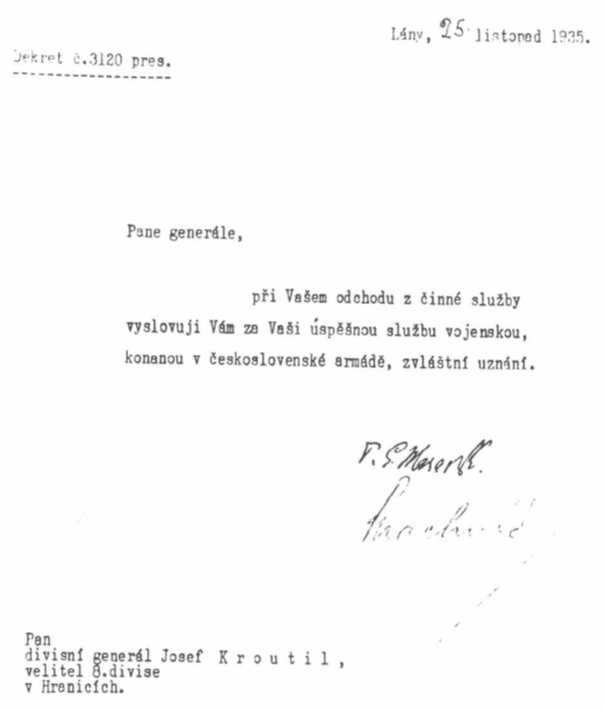
Poděkování prezidenta T. G. Masaryka z roku 1935
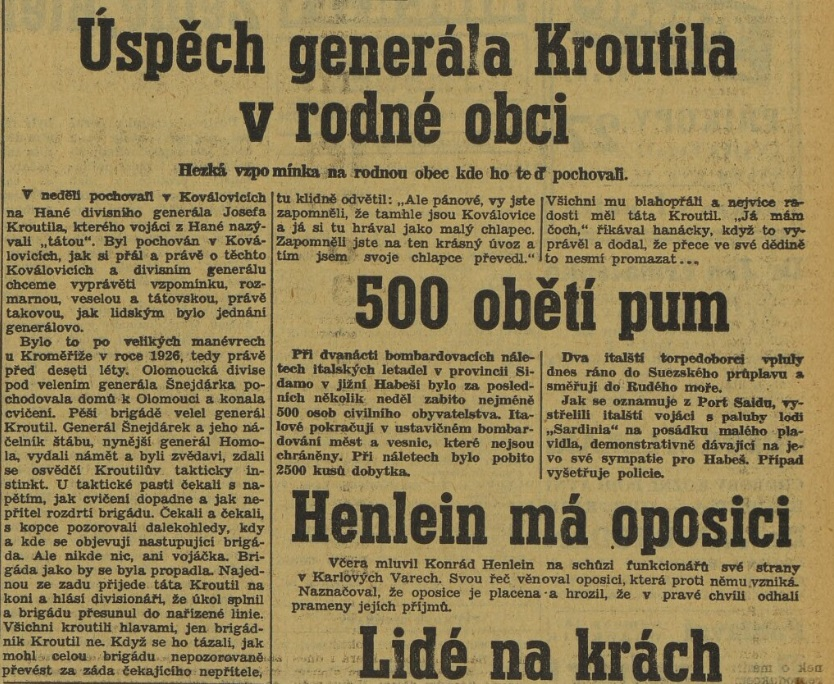
O úspěchu generál Kroutila v Koválovicích (manévry 1926) psaly Polední listy v roce 1936
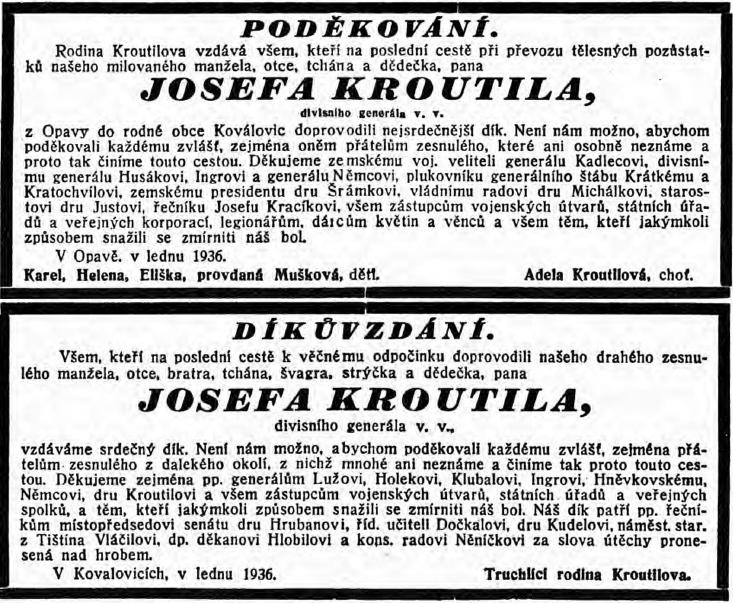
Poděkování rodiny všem hostům (bylo jich asi 7 tisíc), kteří se přišli s oblíbeným generálem rozloučit
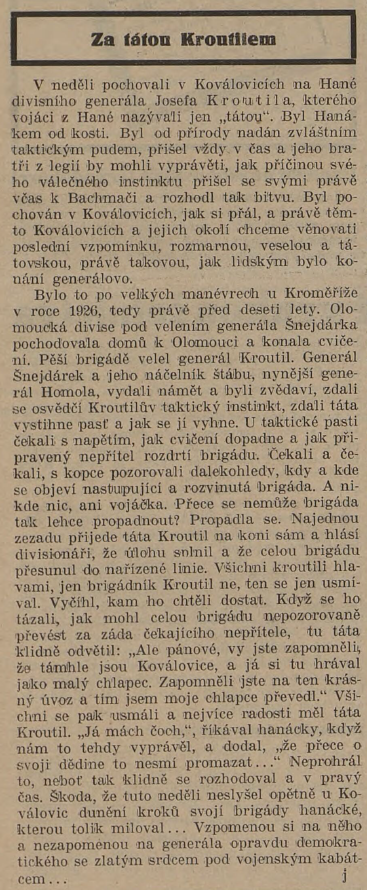
Vzpomínka na tátu Kroutila